# 叶状陡坡
在行星地质学中，叶状陡坡（scopulus）/ˈskɒpjʊləs/（复数：“scopuli”/ˈskɒpjʊlaɪ/，源自希腊语“σκόπελος”-“山峰”）是一种叶状或不规则悬崖。20世纪70年代初，国际天文学联合会采用“叶状陡坡”作为火星和其他行星及卫星上地形特征的官方描述词之一，使用中性拉丁语或希腊语描述符的理由之一，是允许在某特征的地质或地貌确定前对它进行命名和描述。目前，国际天文学联合会认可了54种描述符术语（参见行星体系命名法），火星上有13处具有描述词叶状陡坡的特征。